# Favignana
Favignana (Isola di Favignana) ist eine der Ägadischen Inseln im Mittelmeer vor der Westküste Siziliens. Administrativ bildet diese Insel den größten Teil der italienischen Gemeinde Favignana im Freien Gemeindekonsortium Trapani der Autonomen Region Sizilien.

## Lage und Daten
Die Insel Favignana ist mit einer Fläche von 19,8 km² die größte der Ägadischen Inseln. Ihre höchste Erhebung ist der Monte Santa Caterina (314 m). Auf der Insel leben rund 3400 Einwohner, die meisten im gleichnamigen Hauptort.
Die nächstgelegenen bewohnten Inseln, die allesamt zur Gemeinde Favignana gehören, sind Levanzo im Norden und Marettimo im Westen.

## Wirtschaft
Arbeitsplätze gibt es im Tourismus und in der Fischerei. In den Sommermonaten wohnen bis zu 30.000 Touristen in der Gemeinde.
Von Trapani verkehren mehrmals am Tag Linienschiffe, die den Güter- und Fahrzeugtransport übernehmen, und Tragflügelboote, die den Personennahverkehr übernehmen. Die Linienschiffe benötigen für die Überfahrt eine Stunde, die Tragflügelboote 30 Minuten.
Der Thunfischfang vor der Küste Favignanas wurde bis Beginn dieses Jahrhunderts traditionell in Form der Mattanza durchgeführt. Der gefangene Thunfisch (ital. „tonno“) wurde an Land in der ehemaligen „Tonnara“ (Thunfischfabrik) weiterverarbeitet.

## Geschichte
In der Antike trug die Insel den Namen „Aegusa“ (Schmetterling), was auf ihre Form anspielt. Davon leitet sich auch der Name der Inselgruppe ab. Ein anderer in der Antike gebrauchter Name war „Aponiana insula“. Ihren heutigen Namen hat die Insel von dem „Favonio“ (Föhn) genannten Wind.
Nach einer Theorie von Ernle Bradford war Favignana die in Homers Odyssee beschriebene Ziegeninsel, von der aus Odysseus zum Festland fuhr, wo er auf den Zyklopen Polyphem stieß. Entsprechend soll die Insel ab April 2025 als Hauptdrehort für Christopher Nolans Verfilmung der Odyssee dienen.
Die letzte Seeschlacht des Ersten Punischen Kriegs, die Schlacht bei den Ägatischen Inseln, fand 241 v. Chr. nahe der Cala Rossa vor der Küste Favignanas statt.

## Sehenswürdigkeiten

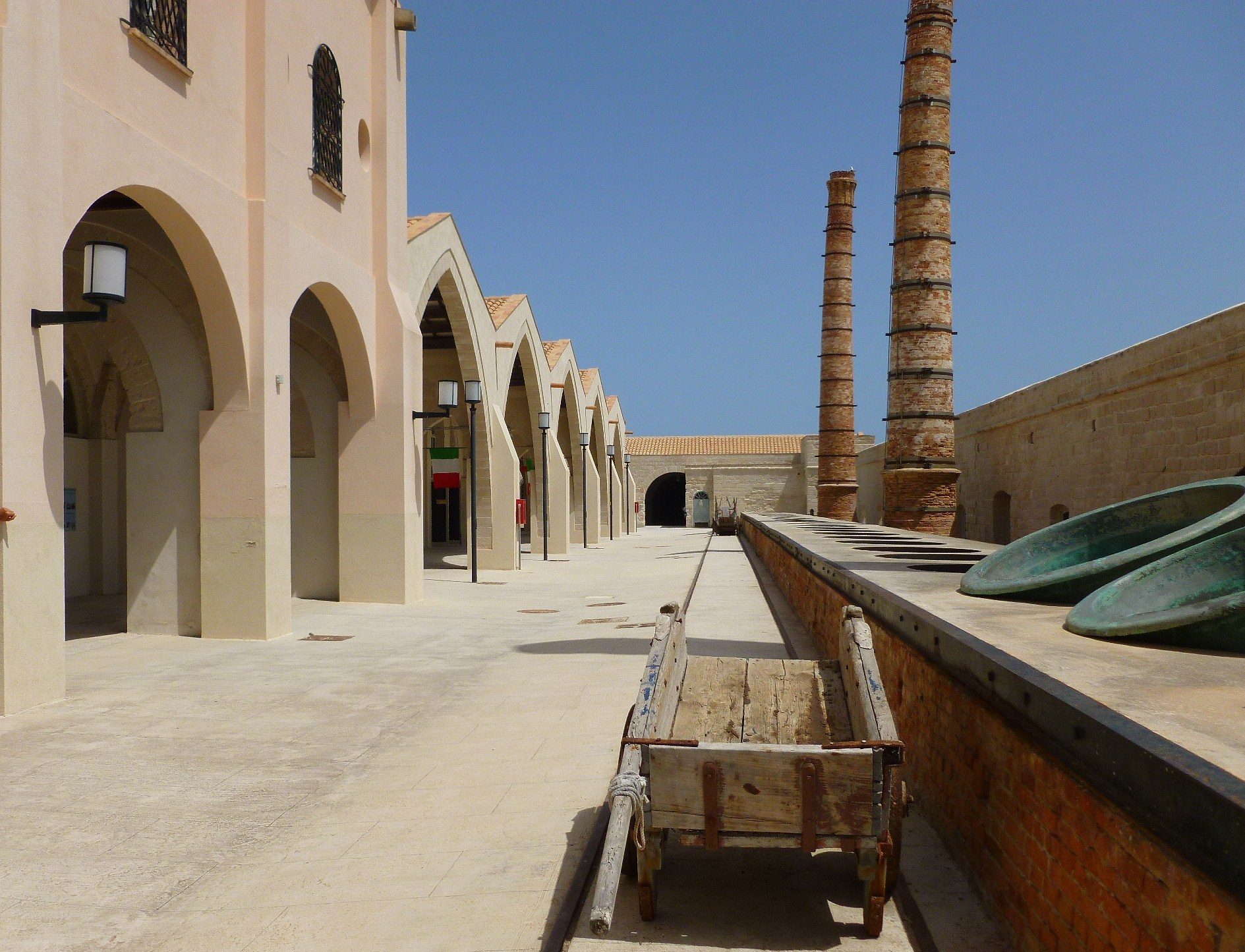
Die Tonnara von Favignana

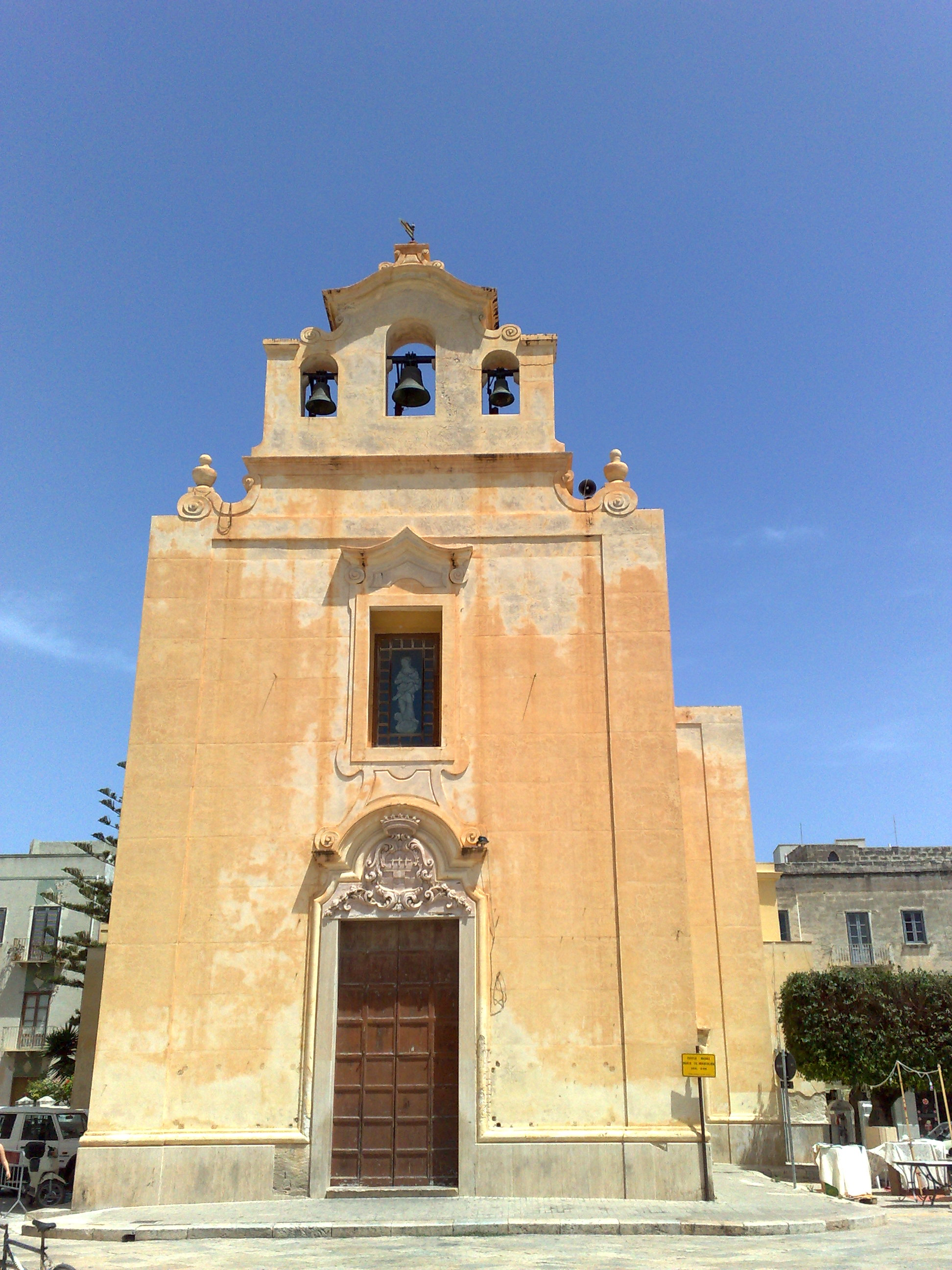
Kirche Matrice, erbaut 1759

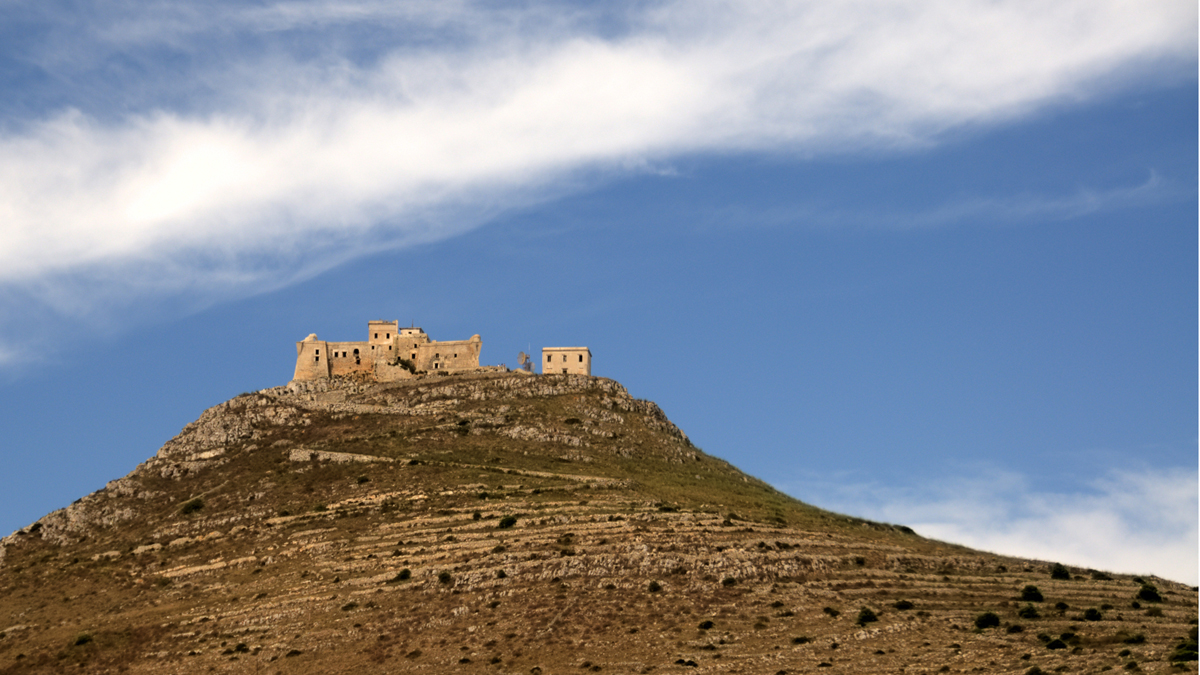
Castello Santa Caterina (Ruine)

- Tonnara (ehem. Thunfischfabrik) mit dem Museum „Stabilimento“
- Kirche Matrice, erbaut 1759 als Hauptkirche von Favignana im sizilianischen Barock auf Kosten des Don Giovanni Luca, Marquis von Pallavicino, und mit Erlaubnis von König Philipp IV. Die Kirche hat die Form eines lateinischen Kreuzes mit einem einzigen Schiff, Vierung und hoher Kuppel und wurde der Unbefleckten Jungfrau gewidmet. Im Inneren befindet sich ein Kruzifix aus dem achtzehnten Jahrhundert aus Holz, Trapani Schule, und eine Marmorstatue der Unbefleckten Jungfrau, Spanische Schule. In der Nachkriegszeit wurde ein unterirdischer Friedhof, der bis 1870 und erneut während des Zweiten Weltkriegs genutzt wurde, gefunden. Von der Kirche und dem gleichnamigen Platz sieht man das Meer und die Kanonenfeuer von Fort St. James (heute aktuelles Gefängnis).
- L’istituto di reclusione. Erst im September 2011 wurde die neue Strafvollzugsanstalt mit einem Hochsicherheitstrakt für verurteilte Terroristen in Favignana eingeweiht. Dieser Neubau hat Platz für bis zu 120 Häftlinge und befindet sich in der Via Libertà, dreißig Meter vom alten Gefängnis entfernt. Hier befinden sich auch die Werkstätten, in denen die Häftlinge der Insel arbeiten. Die Baukosten betrugen ca. 11 Millionen Euro.[3]
- Castello San Giacomo, auch St. James, ein ehemaliges berüchtigtes Staatsgefängnis am Strand der Stadt Favignana. Seine Wurzeln liegen in der Normannenzeit, als das Kastell gebaut wurde; als Gefängnis wurde es von der Zeit der Herrschaft der Bourbonen bis in jüngere Vergangenheit genutzt.[4]
- Kastell Santa Caterina. Ein markantes Bauwerk auf Favignana ist das 314 Meter hoch auf dem Gipfel des Berges Santa Caterina gelegene gleichnamige Kastell Santa Caterina, eine verlassene und zerstörte Festung. Allein der Ausblick aufs Meer ist den Anstieg wert. Zunächst nur als Wachturm von den Sarazenen errichtet, dann 1081 unter dem Normannenherrscher Roger de Hauteville (Roger I.) vergrößert, wurde es im 15. Jahrhundert von Andrea Rizzo, Herr von Favignana, zur Burg/Castello verstärkt. Nach der spanischen Herrschaft des Hauses Aragon, wurde es 1655 zum Gefängnis umgebaut. Untere Etagen für das Wachpersonal und Offiziere, die oberen Etagen für die Häftlinge. Von 1794 bis 1860 wurde das Gefängnis unter der Herrschaft der Bourbonen betrieben. Im Zweiten Weltkrieg wurde es dann mit Artilleriestellungen versehen, um die Insel und auch Sizilien vor einer Invasion zu bewahren. Seit Ende des Zweiten Weltkrieges wurde das Kastell leergeräumt, die Gebäude nicht mehr gepflegt, Däche, Wände und Treppen fallen ein. Einzig die Aussicht blieb erhalten.
- Palazzo Florio. Neugotisches Herrenhaus der einflussreichen, sizilianischen Familie Florio. Es wurde 1878 vom Architekt Damiani Almeyda entworfen. Vor kurzem restauriert, ist es nunmehr u. a. Sitz des Fremdenverkehrsamts der Stadt Favignana.